# Locust Grove (Oklahoma)
Locust Grove – miasto w Stanach Zjednoczonych, w stanie Oklahoma, w hrabstwie Mayes.